# Худиківське відслонення нижньокрейдових відкладів
Худи́ківське відсло́нення нижньокре́йдових ві́дкладів — геологічна пам'ятка природи місцевого значення в Україні. Розташоване на північній околиці с. Худиківці Мельнице-Подільської селищної громади Чортківського району Тернопільської області, у кв. 53, вид. 22 Гермаківського лісництва Чортківського держлісгоспу, в межах лісового урочища «Худиківська стінка», на лівому березі річки Дністер.
Площа — 2 га. Оголошене об'єктом природно-заповідного фонду рішенням виконкому Тернопільської обласної ради № 870 від 20 грудня 1968 року. Перебуває у віданні Тернопільського обласного управління лісового господарства.
Під охороною — відслонення піщанистого вапняку з уламками моховаток, під яким залягає тонкий шар (0,1—0,2 м) конґломерату з великою кількістю морської фауни (молюсків, губок, морських їжаків, зубів акул та ін.). Ці відклади належать до альбського ярусу нижньої крейди і залягають на розмитій поверхні силурійських відкладів. Відслонення має важливе значення для вивчення стратиграфії крейдяної системи.
Входить до складу Національного природного парку «Дністровський каньйон».